# 酒井忠正
酒井 忠正（さかい ただまさ、1893年〈明治26年〉6月10日 - 1971年〈昭和46年〉2月16日）は、日本の政治家・華族。貴族院議員、貴族院副議長、農林大臣、勲一等瑞宝章・伯爵、中央農業会長、日本中央競馬会理事長、横綱審議委員会初代委員長、相撲博物館初代館長、雅楽頭系酒井家26代当主、大東文化学院総長・大東文化学院専門学校校長（第11代）などを歴任した。

## 人物
備後福山藩の最後の藩主だった華族の阿部正桓伯爵の次男として生まれ、旧姫路藩主家で伯爵家の酒井家の当主酒井忠興の娘・秋子を娶り婿養子となる。1918年（大正7年）に京都帝国大学法科大学を卒業する。1923年（大正12年）9月22日に貴族院伯爵議員補欠選挙で当選し1945年（昭和20年）12月17日まで務める。阿部内閣にて農林大臣を務める。
安岡正篤の思想に共鳴、金鶏学院設立に支援を行った。
政治的には右翼運動に近づき、東洋人の自覚と文化の普及に努めるためとして金鶏学院内に亜細亜文化協会を結成し、1927年（昭和2年）10月に金鶏学院より発行した『日本政教の根本問題 国体原論』において国体の明示を行い、次いで1928年（昭和3年）2月に金鶏学院の叢書「蛍雪集」において国維運動を提唱し、日本の行くべき具体的方策を公表した。その運動の一環として1932年1月、金鶏学院の安岡正篤とその支持者を中心として黒維会を設立。発起人に荒木貞夫・後藤文夫・近衛文麿、理事に酒井忠正・岡部長景・吉田茂（内務官僚、戦後の首相とは別人）・松本学ら華族・官僚・軍人が名を連ねた。黒維会は1932年6月1日から毎月、機関紙『国維』を発行した。
1930年にドイツを訪問してナチス党の幹部ヨーゼフ・ゲッベルスの秘書官シッケダンツと会談していた忠正は機関紙『黒維』で「独逸国民社会党の真相」という論文を出すなど日本でも高まってきた国家社会主義運動を形式的模倣で終わらせないようナチス理解を広める役割も果たしていた。その後、黒維会は日本全国各地に勢力を伸ばし、当時日本領だった朝鮮半島にも勢力を広げた。
満洲事変後の国家主義思潮の高まりに乗じて、日本精神に根ざした国政革新計劃の樹立と、人材の糾合を目的とした。いわゆる新官僚（官僚主導の政治改革を企図した内務官僚を中心としたグループ）が数多く参加し、活動の中心となる。同年の齋藤内閣に後藤が農相に就任、「農山漁村経済更生運動」を指導したのを始め、続く岡田内閣でも後藤・吉田・広田弘毅・河田烈ら会員が入閣し、内閣書記官長の吉田を中心として「国策審議機関案」（この案に基づき後に内閣審議会と内閣調査局（企画院の前身）が生まれる）が作成された。しかし、こうした会員の進出は、同会が「政界の黒幕」「新官僚の母体」であるといった見方を広げ、陸軍統制派との繋がりを噂されたこともあり、これらの疑惑を解消するため34年12月に解散声明を発表、表面的な政治団体としての活動にピリオドを打った（理事会は朝飯会と呼ばれる団体に改組された）。
国民精神総動員運動にも参加し、翼賛会総務、翼政協委員、翼政会常任総務などを務めたことから
1945年（昭和20年）12月6日、聯合国軍最高司令官総司令部による逮捕者リストに名を連ねた（第四次逮捕者9名中の1人）。不起訴となり釈放されるが、公職追放の対象者となった。解除後の1952年（昭和27年）からヒロポン患者更生復光会会長や日本精神保健福祉連盟、中央競馬会理事長、横綱審議会委員長などを歴任した。日本中央競馬会第3代理事長として、アジア競馬会議の開催を提唱し、1960年（昭和35年）に実際に開催するなど、日本競馬の国際的な地位向上に努めた。
また大相撲の横綱審議委員会初代委員長、日本プロレス協会初代会長を務めるなど日本のスポーツ界にも足跡を残した。
特に角界では当時を代表する好角家とされ、「相撲の殿様」と呼ばれていた。1954年に酒井の膨大なコレクションを基礎として相撲博物館が開館し、初代館長となった。膨大な資料を駆使して著された『日本相撲史』（上・中巻、ベースボールマガジン社）は下巻が未完に終わったが、相撲史研究のバイブルとされている。双葉山定次とも親交があり、双葉山が谷風梶之助 (2代)の連勝記録を更新したことを最初に知らせた人物であり、それまでの最多連勝記録が谷風の63連勝であることを認定したのも酒井である。

## 略歴
- 1893年（明治26年）6月10日、備後福山藩最後の藩主・阿部正桓の次男として生れる。
- 1918年（大正7年）、京都帝国大学法学部を卒業。
- 1919年（大正8年）10月10日、家督を相続して雅楽頭系酒井家宗家21代当主となる。
- 1923年（大正12年）9月、貴族院議員となる。
- 1939年（昭和14年）、阿部内閣にて農林大臣に就任。
- 1940年（昭和15年）、同大臣を退任。
- 1943年（昭和18年）、第11代大東文化学院総長に就任。
- 1945年（昭和20年）12月、貴族院議員を退任。
- 1946年（昭和21年）、公職追放を受ける[13]。
- 1947年（昭和22年） - 華族令廃止で爵位を失う。
- 1954年（昭和29年）、相撲博物館・初代館長に就任。
- 1957年（昭和32年）、日本中央競馬会理事長・第3代理事長に就任。
- 1962年（昭和37年）、同理事長を退任。
- 1965年（昭和40年）、勲一等瑞宝章を受章。
- 1968年（昭和43年）、相撲博物館・館長を退任。
- 1971年（昭和46年）2月16日、死去。

## 栄典
- 1931年（昭和6年）5月1日 - 帝都復興記念章[14]

外国勲章佩用允許
- 1927年（昭和2年）4月19日 - 千九百二十五年聖年祭記念布教博覧会功労章（ローマ法王庁）[15]

## 親族
- 父：阿部正桓 - 備後福山藩10代藩主
- 母：阿部篤子（1867年 - 1941年）（蓮池藩主鍋島直紀二女。鍋島直大養女）
- 義父：酒井忠興 - 雅楽頭系酒井家宗家25代当主
- 義母：酒井夏子 - 公爵・三条実美の七女
- 兄：阿部正直 - 伯爵、理学博士
- 妻：酒井秋子 - 忠興の長女
- 長男：酒井忠元 - 雅楽頭系酒井家宗家27代当主
  - 忠元の妻の酒井美意子は、前田利為（旧加賀藩主16代当主）と忠興の次女・菊子の娘で、忠正の義理の姪に当たる。